# Тельман (Краснодарский край)
Тельман — хутор в Гулькевичском районе Краснодарского края России. Входит в состав Комсомольского сельского поселения.

## История
Название Тельман носила основанная в 1883 году немецкая колония, которая располагалась на территории современного хутора.

## Население
| 2002 | 2010  |
| ---- | ----- |
| 1260 | ↗1277 |

## Улицы
- пер. Осенний,
- ул. Зелёная,
- ул. Маяковского,
- ул. Механизаторов,
- ул. Молодёжная,
- ул. Озерная,
- ул. Песчаная,
- ул. Репина,
- ул. Светлая,
- ул. Степная,
- ул. Шукшина[6].